# Битва за Лодзь (1945)
Битва за Лодзь — бои 19 января 1945 года за город Лодзь войск 8-й гвардейской армии 1-го Белорусского фронта в ходе Висло-Одерской операции в годы Великой Отечественной войны.

## Стратегическая ситуация
18 января 1945 года части 1-го Белорусского фронта под командованием маршала Г. К. Жукова: 1-я и 2-я гвардейские танковые армии в рамках Висло-Одерской операции увеличили темп наступления и вышли на основные коммуникации, ведущие в Берлин. 8-я гвардейская армия, наступая с Магнушевского плацдарма, вышла на окраину Лодзи.
В тот же день в 13:00 колонны частей 28-го и 29-го гвардейских армейских корпусов вышли на железнодорожную линию Варшава — Петркув-Трыбунальский, а разведка вышла на окраины Дмосина, Бжезины и Галкува. 5-я ударная армия освободила Лович. 1-я гвардейская танковая армия обходила Лодзь с севера. Генерал В. И. Чуйков решил атаковать город. Был составлен план действий.
Войска были остановлены на границе Дмосин-Бжезины-Галкув. Солдатам дали сутки отдыха. К 2 часам ночи разведывательные части дивизии получили данные о силах противника в Лодзи и пригородах города. Затем передовые дивизии 28-го и 29-го гвардейских армейских корпусов подошли к городу, чтобы занять исходные позиции для наступления на рассвете. План предусматривал обход Лодзи с севера и запада.

## Бои за город
В штурме участвовали главные силы 28-го и 29-го корпусов, нанося одновременные удары с востока, северо-востока и запада, через Згеж на Константынув-Лудзки. 
88-я гвардейская стрелковая дивизия, ведя наступление на широком фронте, выдвинулась на рубеж Пёнтек-Озоркув. Бронетанковая группа в составе 11-й танковой бригады и трех отдельных танковых полков под командованием генерала М. Г. Вайнруба быстро вышла на западную окраину города и закрыла немецким войскам пути отхода. Оставшийся в резерве 4-й гвардейский армейский корпус перебросили на правый фланг. Они хотели избежать боев в городе. 
В полночь корпус и дивизия начали штурм. Около полудня стрельба переместилась из центра города в южные районы. Части 28-го гвардейского армейского корпуса совместно с бронегруппой генерала Вайнруба пошли в атаку. Группа генерала Вайнруба вышла на юго-западную окраину Лодзи, а части 28-го гвардейского армейского корпуса заняли Озоркув, Александрув-Лудзки и Радогощ. Разведчики вышли на дорогу Лодзь-Константынув-Лудзки. Немецкие войска быстро отступили на юго-запад. Многие немецкие солдаты попали в плен.
19 января город Лодзь был освобождён силами 8-й гвардейской армией при поддержке 16-й и 18-й воздушных армий.